# Atlas (satélite)
Atlas es una de las lunas del planeta Saturno, llamada también Saturno XV.
Atlas orbita cerca del borde externo del anillo A, del que parece ser un satélite pastor.
Fue descubierto por Richard J. Terrile en 1980 en las fotografías tomadas por el Voyager 1 en su encuentro con Saturno, y recibió la designación 1980 S28. En 1983 fue bautizado oficialmente con el nombre del titán Atlas. 
Atlas parece ser un satélite pastor del anillo A. Además, en 2004 se descubrió un anillo débil y delgado, temporalmente llamado Anillo R/2004 S 1, en la órbita de Atlas. También tiene una rotacion sincrona con respecto a saturno. 
Imágenes de la alta resolución realizadas en junio de 2005 muestran una luna con un gran abultamiento ecuatorial.
- Datos: Q17707
- Multimedia: Atlas (moon) / Q17707